# Inveracity
Inveracity ist eine griechische Technical- und Brutal-Death-Metal-Band aus Athen, die im Jahr 1998 gegründet wurde. Die Gruppe wurde nach dem Lied Liege of Inveracity vom Suffocation-Album Effigy of the Forgotten benannt.

## Geschichte
Die Band wurde im Jahr 1998 vom Schlagzeuger Vagelis Voyiantzis und dem Gitarristen Antonis gegründet. In den Folgejahren vervollständigte sich die Besetzung durch das Hinzukommen des Sängers Dionissis und des Bassisten Lefteris. Ein erstes Demo wurde im Jahr 2000 aufgenommen und erschien Ende des Jahres unter dem Namen Defeated Humans Raped. Zudem hielt die Band kleine Auftritte ab und spielte auf kleineren Festivals. Im November 2001 kam Sänger Jim kurzzeitig zur Band. Während der Aufnahmen zu einer Split-Veröffentlichung mit Insision verließ er die Band wieder, woraufhin der Sänger Marios zur Band kam. Der Tonträger erschien Anfang 2002 bei Nuclear Winter Records unter dem Namen Deceased, Abandoned, Disgraced. Die Band hatte vor den Aufnahmen Anastasis Valtsanis von Nuclear Winter Records bei einem Konzert kennengelernt, worauf er ihnen den Plattenvertrag angeboten hatte. Später wurde dieser bei dem deutschen Label Revenge Productions wiederveröffentlicht. Ein paar Monate später unterzeichnete die Gruppe einen Vertrag bei Unmatched Brutality Records. Bis zum Sommer 2003 hielt die Band weitere Auftritte ab, ehe sie die Arbeiten zum Debütalbum Circle of Perversion beendete. Abgemischt und abgemischt wurde das Album von der Band selbst und einem Mitarbeiter von 5 Studio. Die Veröffentlichung fand im Dezember 2003 statt. Danach hielt die Band weitere lokale Auftritte ab, ehe der Sänger Marios die Besetzung im Sommer 2004 verließ und durch George ersetzt wurde. Im Oktober ging es auf eine Europatournee zusammen mit Godless Truth und Despondency. Die Tour umfasste Auftritte in der Schweiz, Frankreich, Belgien, Deutschland und Tschechien. Anfang 2006 unterzeichnete die Band einen Vertrag bei Unique Leader Records, worüber Anfang 2007 das nächste Album Extermination of Millions erschien.

## Stil
Laut Cosmo Lee von Allmusic sei die Band auf Extermination of Millions im Vergleich zum Vorgänger gereift, auf dem es meistens nur um Gore und sexuelle Gewalt gegangen sei. Diese Themen seien zwar nun auch noch vorhanden, seien aber durch das Thema „Apokalypse“ verdrängt worden. Die Gruppe spiele eine Mischung aus Technical- und Brutal-Death-Metal, die vergleichbar mit der Musik von Suffocation und Cannibal Corpse. In den Liedern setze die Band auf tiefe Growls, Blastbeats und schnelle E-Gitarren. Die Instrumente würden dabei extrem präzise gespielt werden.

## Diskografie
- 2000: Defeated Human Raped (Demo, Eigenveröffentlichung)
- 2002: Revelation of the SadoGod / Deceased, Abandoned, Disgraced (Split mit Insision, Nuclear Winter Records)
- 2003: Circle of Perversion (Album, Unmatched Brutality Records)
- 2005: Rehearsal Promo 2005 (Demo, Eigenveröffentlichung)
- 2007: Extermination of Millions (Album, Unique Leader Records)